# Scarpe Mountain
Scarpe Mountain är ett berg i Kanada.   Det ligger i provinsen Alberta, i den södra delen av landet, 2 900 km väster om huvudstaden Ottawa. Toppen på Scarpe Mountain är 2 613 meter över havet, eller 710 meter över den omgivande terrängen. Bredden vid basen är 23,9 km.
Terrängen runt Scarpe Mountain är varierad.Trakten runt Scarpe Mountain är nära nog obefolkad, med mindre än två invånare per kvadratkilometer.. Det finns inga samhällen i närheten.
I omgivningarna runt Scarpe Mountain växer i huvudsak barrskog.